# VfB Friedrichshafen
O Verein für Bewegungsspiele Friedrichshafen e. V., mais conhecido apenas como VfB Friedrichshafen, é um time de voleibol alemão masculino da cidade de Friedrichshafen, no estado do Baden-Württemberg. Atualmente o clube disputa a 1. Bundesliga, a primeira divisão do campeonato alemão.

## Histórico
Em 1969 o chefe do departamento de voleibol Wolfgang List efetuou o registro do primeiro time da liga distrital e com sede em Friedrichshafen e com jogadores desta cidade formavam em 1972 o Volleyball-Spielgemeinschaft Bodensee (VSG Bodensee), contanto com jogadores de Langenargen, Lindau e Kressbronn, com incentivo de Peter Hedrich, e como reforço do romeno Gelu Stein e aperfeiçoamento das técnicas e táticas, logo alcançou a promoção a 2. Bundesliga em 1980 e no ano seguinte chegou a elite nacional. A primeira vitória do time na elite ocorreu em 23 de janeiro de 1982, pelo placar de 3–2 diante do Orplid Frankfurt, mas a permanência nesta divisão não foi celebrada, após aposentadoria do técnico Gelu Stein, assumiu Marc Gerson, de Luxemburgo, que diante do VfL Sindelfingen retonou a elite em 1984.

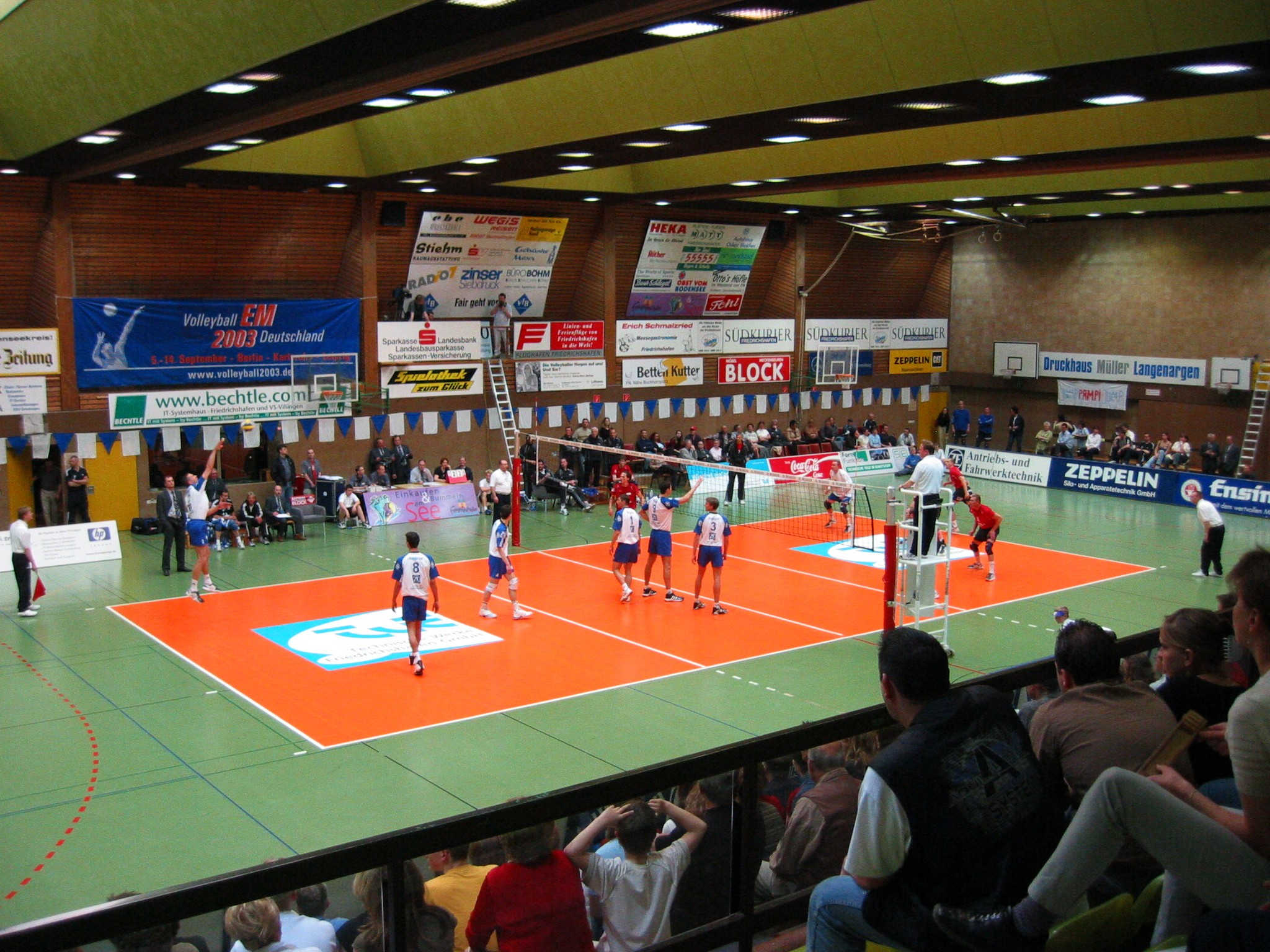
VfB vs TSV Bad Saulgau em 2003.

Assumiu como presidente Erwin Weißhaupt e iniciou uma nova era como chefe de departamento com o objetivo de profissionalização e um lugar regular na primeira divisão. Os primeiros sucessos na Bundesliga foram os terceiros lugares nas temporadas de 1992 e 1993 e o segundo lugar em 1994. Após uma primeira metade ruim da temporada de 1996, o técnico Luis Ferradas foi substituído por Martin Stallmaier, que por sua vez alcançou o vice-campeonato. O sucesso internacional veio com a contratação de Stelian Moculescu terminando em terceiro em 1998, novamente vice-campeão em 1999 e finalmente o primeiro lugar na Liga dos Campeões em 2006–07. Em 2000, a VfB Friedrichshafen Volleyball GmbH, clube empresa, foi fundado para separar profissionais de amadores.

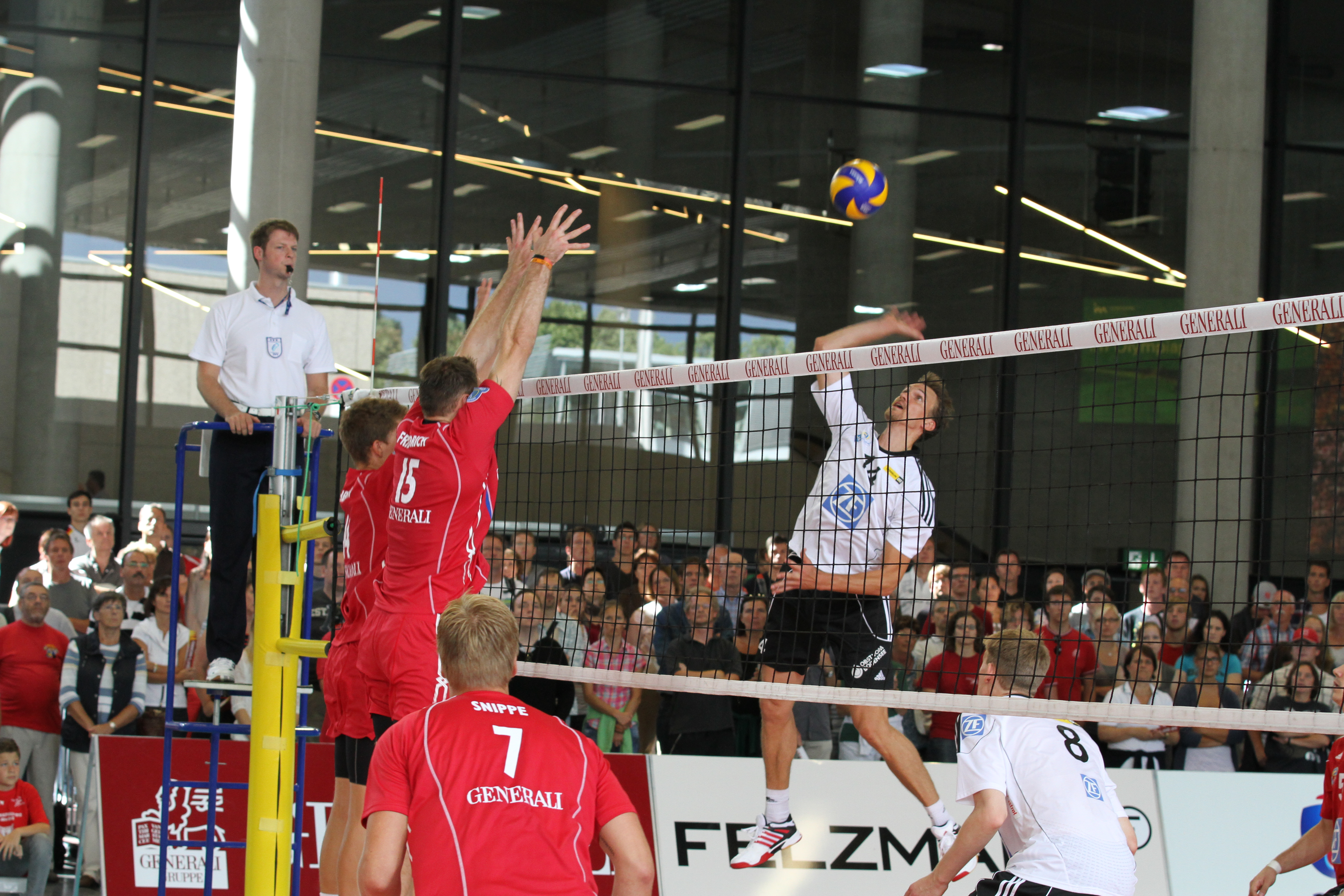
Partida da pré-temporada contra o TSV Unterhaching em 2012.

O VfB Friedrichshafen tem jogado continuamente na primeira Bundesliga desde 1987. Durante esse período, o VfB se tornou campeão alemão 12 vezes. De 2005 a 2015, o "Häfler" conquistou o título do campeonato sete vezes seguidas, três primeiras contra o SWD Powervolleys Düren e duas vezes contra o TSV Unterhaching 1910 e.V. e o SCC Berlin, sequência interrompida na temporada 2011–12 quando foram derrotados nas semifinais contra o Berlin Recycling Volleys. E o vice-campeonato ocorreu nos períodos de 2012–13 e 2013–14 e o décimo terceiro título ocorreu na edição de 2014–15 sob o comando Stelian Moculescu que se retirou na jornada seguinte e novo vice-campeonato nacional.

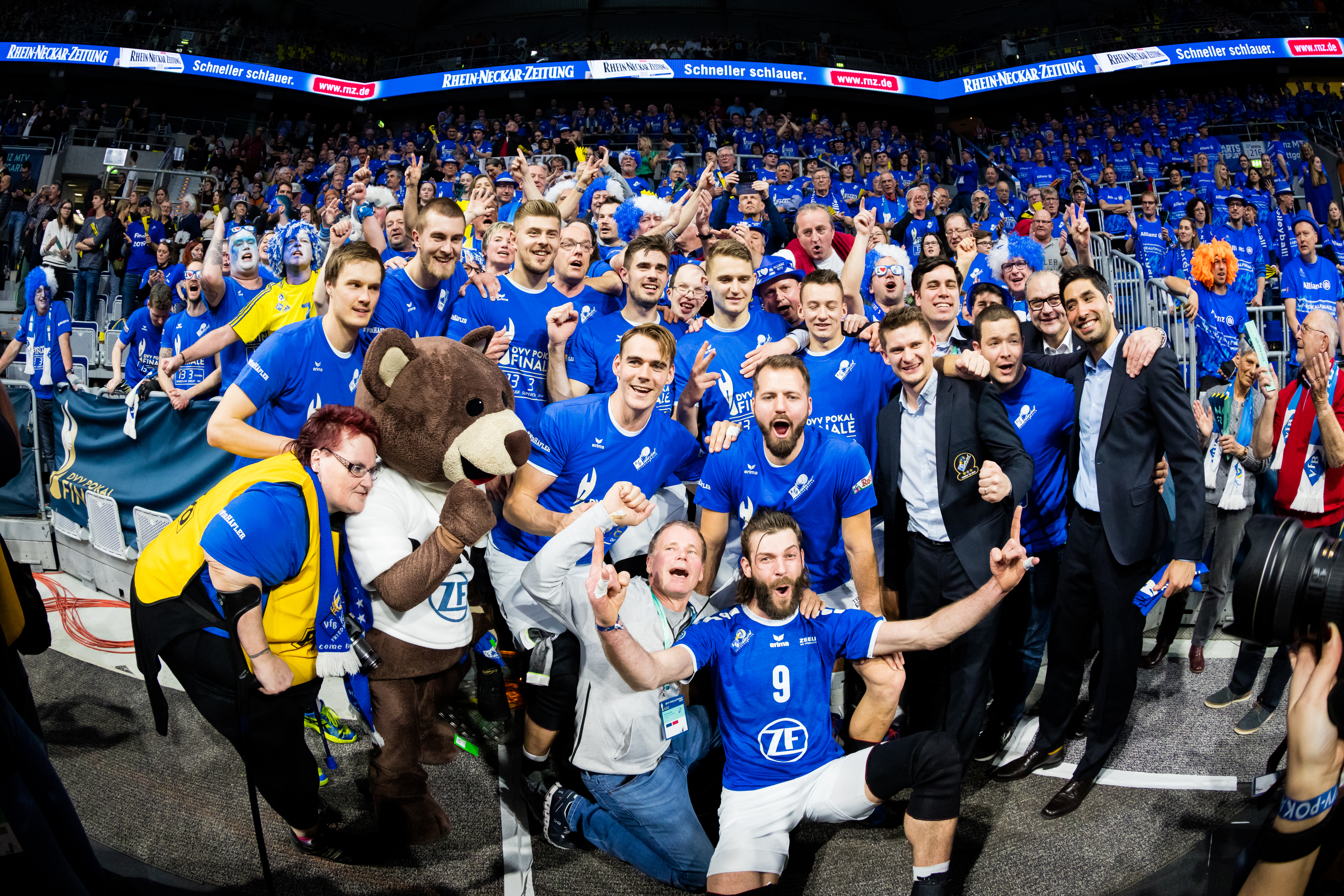
VfB Friedrichshafen foi campeão da Copa da Alemanha de 2018–19.

Na história da Copa da Alemanha, o primeiro título foi em 1998, estabelecendo uma hegemonia de 2001 a 2008. O clube do Lago Constança ganhou o troféu de bronze oito vezes seguidas durante esse período. Na temporada 2009–10 foi eliminado nas semifinais pelo SWD Powervolleys Dürene, avançou a final na edição seguinte, e terminou com o vice-campeonato diante do TSV Unterhaching 1910 e.V., retornando ao lugar mais alto do pódio em 2012 diante deste mesmo time. Na temporada 2012–13 foi eliminado nas quartas de final. Em 2014 conquista o título diante do Berlin Recycling Volleys por 3 sets a 2 e em 2015 venceu o SVG Lüneburg por 3 a 0 na final. Na temporada 2015–16 não avançou a final, voltando a comemorar o título em 2017 em Mannheim, onde venceu a taça por 3–1 contra o atual campeão Berlin Recycling Volleys.

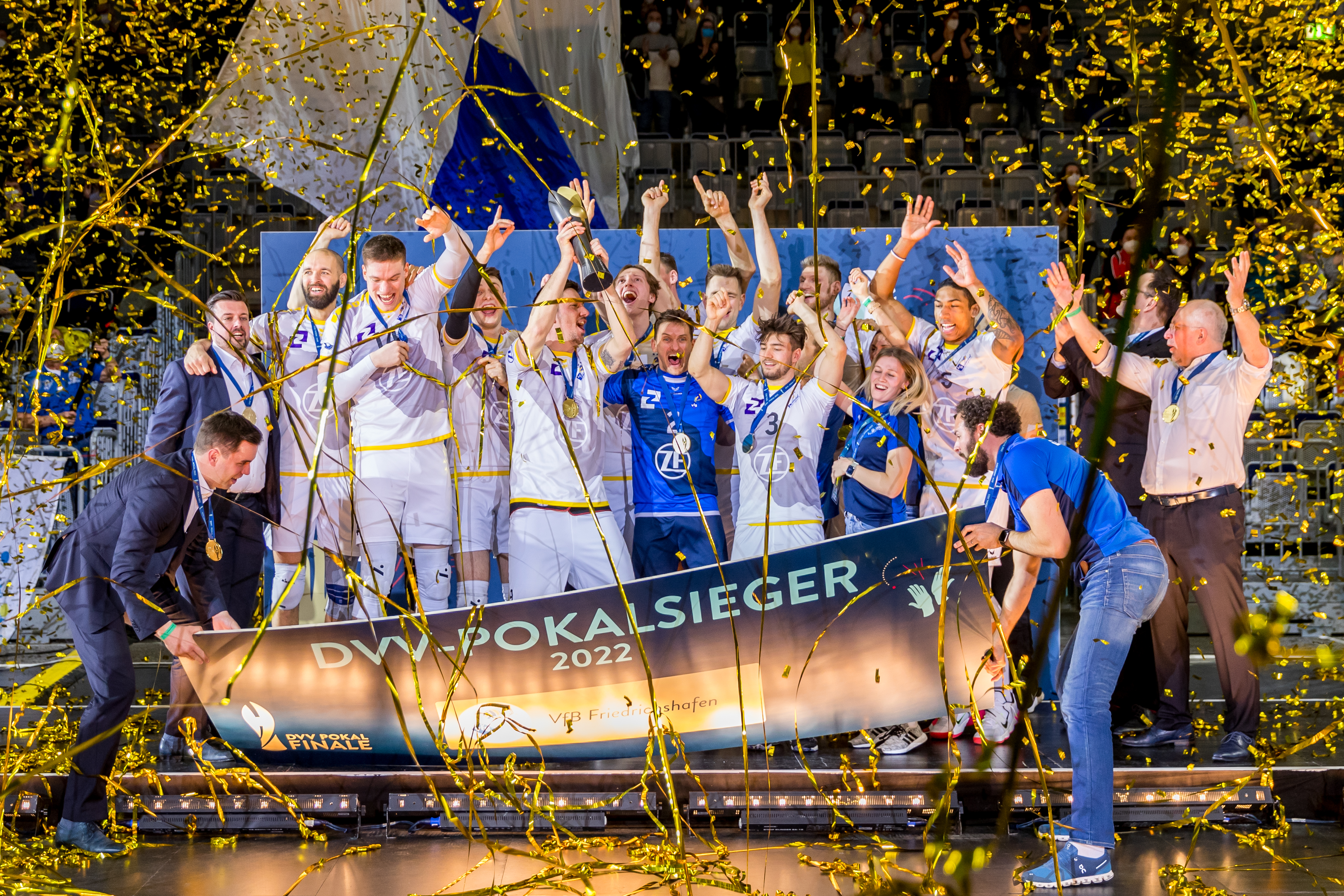
Elenco do VfB Friedrichshafen comemorando o título da Copa da Alemanha de 2021–22.

Foi tricampeão consecutivamente da Supercopa da Alemanha nos anos de 2016, 2017 e 2018, terminando com vice-campeonato em 2019. Na Liga dos Campeões aparece com frequência desde 1998–99, e chegou em quatro oportunidades na fase final. Com o bronze em 1998–99, o vice-campeonato na edição de 1999–00, o quarto lugar em 2004–05 e o título histórico em 2006–07 diante do francês Tours Volley-Ball, sendo o primeiro clube alemão a conquistar o feito e na final em 1º de abril de 2007, venceu pelo placar de 3–1 (25–20, 26–24, 23–25, 25–19).

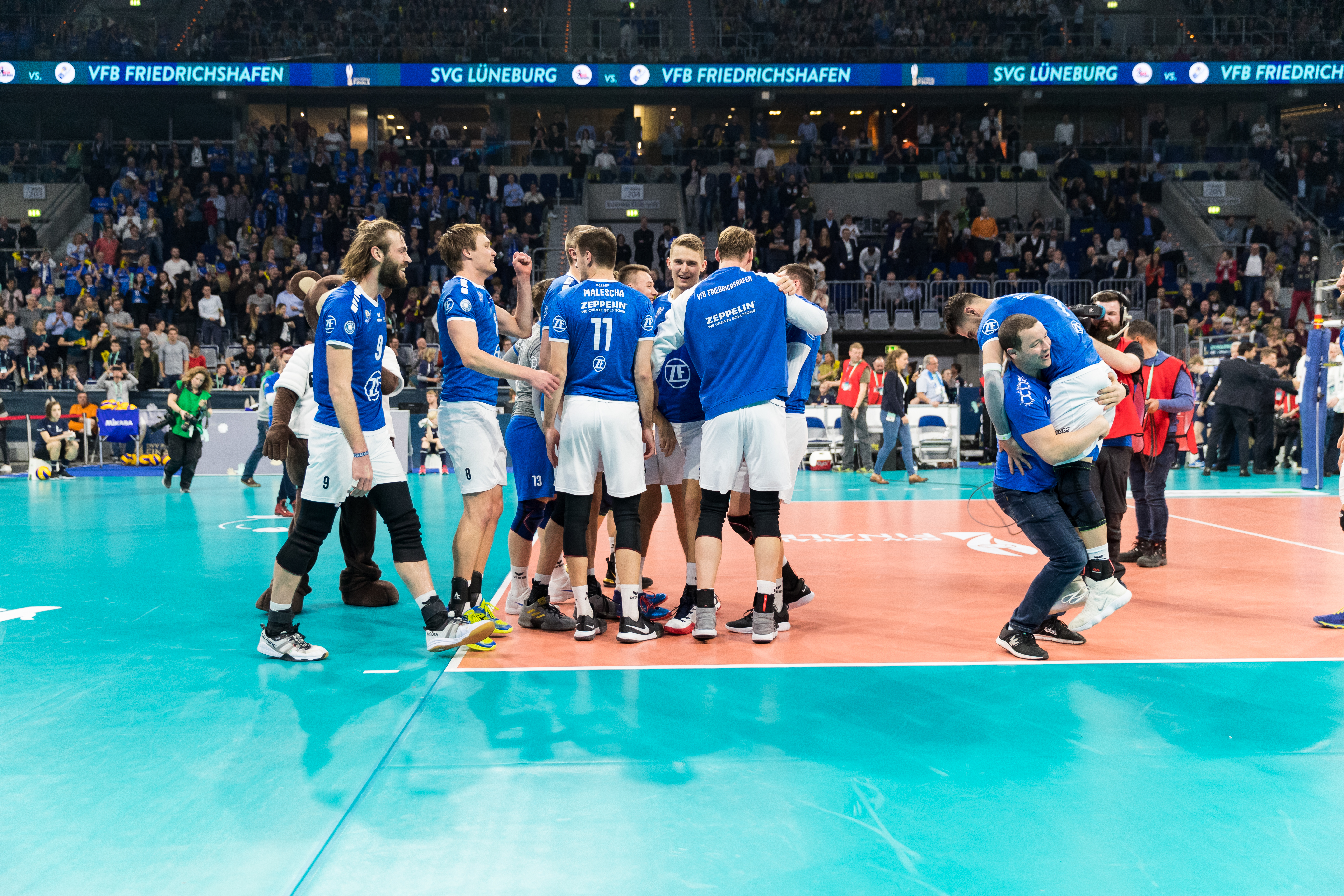
Vitória do Vfb sobre o SVG Lüneburg em 2019.

Como campeão alemão, participou da Liga dos Campeões pela décima segunda vez na temporada 2009–10, sendo o primeiro colocado no grupo que tinha Pallavolo Piacenza, Panathinaikos Athens e Jastrzębski Węgiel e se tornou o vencedor do Grupo E com apenas duas derrotas, sendo eliminado pelo time austríaco Hypo Tirol Innsbruck no playoff 12. Em 2010–11 terminou em terceiro do Grupo B que tinha: Skra Bełchatów, Trentino Volley e Remat Zalău, ficando de fora da próxima fase com três vitórias e três derrotas; já no período de 2011–12, se saindo bem na rodada dos 16 com 3–0 e 3–2 contra o Tours Volley-Ball e finalmente eliminados nas quartas de final com duplo 3–0 pelo Zenit Kazan.
Na temporada de 2012–13 terminou em terceiro no Grupo A e enfrentou Zenit Kazan, Knack Roeselare e Hypo Tirol Innsbruck, na jornada seguinte ficou em segundo do Grupo G enfrentando contra Knack Roeselare, ZAKSA Kędzierzyn-Koźle e Galatasaray Istanbul e pelos índices gerais não avançou sendo classificado apenas para a Copa CEV onde disputou a fase Challenge perdendo para o Skra Bełchatów. Na Liga dos Campeões de 2014–15, fica em segundo na fase de grupos e foi eliminado no playoff 12 pelo Asseco Resovia Rzeszów. A temporada seguinte terminou terceiro no grupo e não avançou a fase seguinte. No período 2016–17 disputou a fase qualificatória para a Liga dos Campeões da Europa eliminando na terceira rodada o Hypo Tirol Innsbruck, mas ficou em terceiro no torneio principal na fase de grupos, na jornada 2017–18 disputou novamente a fase qualificatória para a Liga dos Campeões eliminando na terceira rodada o Neftohimic 2010 Burgas, terminando em primeiro na fase de grupos do torneio principal com seis vitórias (invicto) onde enfrentou Halkbank Ankara, PAOK Thessaloniki e Ford Store Levoranta Sastamala, vencendo o arquirrival Berlin Recycling Volleys por 3–2 e 3–0 no playoff 12, e foi eliminado por estes mesmo placares pelo ZAKSA Kędzierzyn-Koźle ficando de fora do Final Four. No período de 2018–19 terminou em terceiro na fase de grupos após duas vitorias e quatro derrotas e disputa a fase de grupos da edição de 2019–20.

## Títulos

### Internacionais
Liga dos Campeões
- Campeão: 2006–07
- Vice-campeão: 1999–00
- Terceiro lugar: 1998–99

 Copa Challenge
- Terceiro lugar: 1993–94

 Supercopa Europeia
- Terceiro lugar: 2000–01

### Nacionais
Campeonato Alemão
- Campeão: 1997–98, 1998–99, 1999–00, 2000–01, 2001–02, 2004–05, 2005–06, 2006–07, 2007–08, 2008–09, 2009–10, 2010–11, 2014–15
- Vice-campeão: 1993–94, 1995–96, 1996–97, 2003–04, 2012–13, 2013–14, 2015–16, 2016–17, 2017–18, 2018–19, 2020–21, 2021–22, 2022–23, 2023–24

 Copa da Alemanha
- Campeão: 1997–98, 1998–99, 2000–01, 2001–02, 2002–03, 2003–04, 2004–05, 2005–06, 2006–07, 2007–08, 2011–12, 2013–14, 2014–15, 2016–17, 2017–18, 2018–19, 2021–22
- Vice-campeão: 2010–11

 Supercopa Alemã
- Campeão: 2016, 2017, 2018
- Vice-campeão: 2019, 2022, 2023

## Elenco atual
Atletas selecionados para disputar a temporada 2022–23.
| Camisa                | Nome                   | Altura (m) | Posição    |
| --------------------- | ---------------------- | ---------- | ---------- |
| 1                     | Aleksandar Nedeljković | 2,07       | Central    |
| 4                     | Tim Peter              | 1,97       | Ponteiro   |
| 5                     | Mateusz Biernat        | 1,95       | Levantador |
| 6                     | Michał Superlak        | 2,06       | Oposto     |
| 7                     | Luciano Vicentín       | 1,99       | Ponteiro   |
| 8                     | Blair Bann             | 1,84       | Líbero     |
| 9                     | Dejan Vinčić           | 2,00       | Levantador |
| 10                    | Nikola Peković         | 1,75       | Líbero     |
| 11                    | Marcus Böhme           | 2,11       | Central    |
| 13                    | Vojin Ćaćić            | 2,02       | Ponteiro   |
| 14                    | Žiga Štern             | 1,93       | Ponteiro   |
| 16                    | Simon Kohn             | 1,81       | Líbero     |
| 17                    | Miguel Angel Martínez  | 2,00       | Oposto     |
| 18                    | Andre Brown            | 2,06       | Central    |
| Técnico: Mark Lebedew |                        |            |            |